# Amauris bassana
Amauris bassana är en fjärilsart som beskrevs av Embrik Strand 1913. Amauris bassana ingår i släktet Amauris och familjen praktfjärilar. Inga underarter finns listade i Catalogue of Life.